# Doris Fiala
Doris Fiala-Goldiger (ur. 29 stycznia 1957 w Zurychu) jest szwajcarską bizneswoman i politykiem (FDP), od 2017 r. jest przewodniczącą FDP-Frauen Schweiz.

## Kariera
W 2000 r. założyła w Zurychu swoją firmę, agencję public relations. W latach 2008–2016 była prezesem Swiss Plastics (wcześniej Swiss Plastics Association, KVS). W latach 2000–2007 była członkiem rady miejskiej w Zurychu. Fiala od 2008 r. jest członkiem szwajcarskiej delegacji do Rady Europy i jej zgromadzenia parlamentarnego w Strasburgu. Wcześniej była członkiem Krajowej Rady Komisji Polityki Zagranicznej oraz Komisji Nauki, Edukacji i Kultury.
Pod koniec kwietnia 2013 r. zarzucono jej plagiat pracy naukowej, w której stwierdzono niepoprawne korzystanie ze źródeł. Fiala przyznała, że popełniła błędy, ale były one niezamierzone. W maju 2013 r. na VroniPlag opublikowano krytyczną analizę jej pracy. W lipcu 2013 r. ETH Zurich pozbawiła Fialę tytułu Master of Advanced Studies (MAS), ponieważ dosłownie przejęła fragmenty tekstu bez poprawnych informacji o źródłach w przypisach. Tym samym wyraźnie złamała zasady pracy naukowej.